# Égalité (revue)
Pour les articles homonymes, voir Égalité.
Égalité est une revue acadienne d'analyse politique fondée en 1980 par Melvin Gallant. Son dernier numéro est paru en 2005. Elle était publiée à Moncton, au Nouveau-Brunswick, par la Société acadienne d'analyse politique.. La revue Égalité défendait notamment le point de vue selon lequel les Acadiens doivent mener une lutte constante vers l'égalité, non pas par une révolution mais par des réformes. Elle a joué un rôle important dans l'analyse les luttes politiques des Acadiens du Nouveau-Brunswick